# Campeonato Argentino de Futebol de 1922 (AAF)
O Campeonato Argentino de Futebol de 1922, originalmente denominado Copa Campeonato 1922, foi o trigésimo sétimo torneio da Primeira Divisão do futebol argentino e o trigésimo organizado pela Asociación Argentina de Football. O certame foi disputado em um único turno de todos contra todos, entre 10 de abril e 12 de dezembro de 1922, simultaneamente com a realização do torneio da Asociación Amateurs de Football. O Huracán conquistou o seu segundo título de campeão argentino.

## Participantes
| Equipe                  | Cidade       |
| ----------------------- | ------------ |
| Alvear                  | Buenos Aires |
| Argentinos Juniors      | Buenos Aires |
| Boca Alumni             | Buenos Aires |
| Boca Juniors            | Buenos Aires |
| Del Plata               | Buenos Aires |
| El Porvenir             | Gerli        |
| Estudiantes de La Plata | La Plata     |
| Huracán                 | Buenos Aires |
| Nueva Chicago           | Buenos Aires |
| Platense (Retiro)       | Buenos Aires |
| Porteño                 | Buenos Aires |
| Progresista             | Gerli        |
| San Fernando            | San Fernando |
| Sportivo Barracas       | Buenos Aires |
| Sportivo del Norte      | Buenos Aires |
| Sportivo Dock Sud       | Avellaneda   |
| Sportivo Palermo        | Buenos Aires |

## Classificação final
| Pos | Equipes            | Pts | J  | V  | E | D  | GM | GS | SG  |
| --- | ------------------ | --- | -- | -- | - | -- | -- | -- | --- |
| 1.  | Huracán            | 28  | 16 | 13 | 2 | 1  | 36 | 7  | +29 |
| 2.  | Sportivo Palermo   | 25  | 16 | 11 | 3 | 2  | 34 | 14 | +20 |
| 3.  | Boca Juniors       | 22  | 16 | 10 | 2 | 4  | 30 | 19 | +11 |
| 4.  | Del Plata          | 20  | 16 | 10 | 0 | 6  | 27 | 15 | +12 |
| 5.  | Nueva Chicago      | 18  | 16 | 7  | 4 | 5  | 23 | 22 | +1  |
| 5.  | Argentinos Juniors | 18  | 16 | 7  | 4 | 5  | 18 | 19 | -1  |
| 7.  | Alvear             | 17  | 16 | 7  | 3 | 6  | 29 | 16 | +13 |
| 8.  | Sportivo Dock Sud  | 16  | 16 | 6  | 4 | 6  | 22 | 23 | -1  |
| 9.  | Boca Alumni        | 15  | 16 | 6  | 3 | 7  | 20 | 22 | -2  |
| 10. | Sportivo Barracas  | 14  | 16 | 4  | 6 | 6  | 18 | 20 | -2  |
| 11. | Estudiantes (LP)   | 13  | 16 | 4  | 5 | 7  | 20 | 29 | -9  |
| 11. | Sportivo del Norte | 13  | 16 | 5  | 3 | 8  | 14 | 22 | -8  |
| 13. | Porteño            | 12  | 16 | 4  | 4 | 8  | 15 | 24 | -9  |
| 13. | El Porvenir        | 12  | 16 | 3  | 6 | 7  | 11 | 20 | -9  |
| 15. | San Fernando       | 11  | 16 | 3  | 5 | 8  | 14 | 30 | -16 |
| 16. | Progresista        | 9   | 16 | 2  | 5 | 9  | 19 | 32 | -11 |
| 16. | Platense (Retiro)  | 9   | 16 | 3  | 3 | 10 | 16 | 32 | -14 |

## Premiação
| Campeonato Argentino de Futebol de 1922 (AAF) |
| --------------------------------------------- |
| Huracán Campeão (2° título)                   |

## Goleador
| Jogador   | Jogador           | Gols | Equipe       |
| --------- | ----------------- | ---- | ------------ |
| Argentina | Domingo Tarasconi | 11   | Boca Juniors |

## Bibliografía
- Estévez, Diego (2010). 38 Campeones del fútbol argentino 1891-2010. [S.l.]: Ediciones Continente. ISBN 978-950-754-301-2